# Rolando Tarajano
Rolando Javier Tarajano Mancha (Matanzas, 3 de diciembre de 1963) es un actor cubano más conocido como Rolando Tarajano.

## Biografía
Rolando Javier Tarajano Mancha nació en Matanzas, Cuba. Reconocido actor y director de escena fue integrante de la vanguardia artística de la isla en los años noventa. Licenciado en Artes Escénicas con especialización en Actuación del Instituto Superior de Artes Dramáticas de La Habana. En 1991 creó y dirigió su propia compañía, Teatro en las Nubes, que se convirtió en un hito de la escena cubana de esa década. Su obra teatral Huevos de pájaros obtuvo el Premio Nacional de Dramaturgia en 1997. La puesta en escena bajo su dirección y actuación fue un suceso de la temporada del Teatro Nacional de Cuba ese mismo año. Como actor trabajó en varios países y escenarios, entre ellos el Teatro Nacional de Chaillot de París, bajo la dirección del maestro de la escena europea Jerome Savary. En 1998 es contratado por la televisión colombiana y emigra con su familia a Bogotá.
Llegó a Colombia y tuvo récord de rating como protagonista en Tabú y en A corazón abierto (versión española de Anatomía de Grey) destacándose en inolvidables personajes por su calidad interpretativa. Ha sido nominado a los premios más importantes del mundo artístico colombiano.
Reside en Miami donde es productor ejecutivo, escritor y creador de contenido en America tv channel.

## Filmografía
- 2017  Milagros de Navidad
- 2017  Venganza, (Wilson Núñez)
- 2015  Demente criminal (Ezequiel Posada)
- 2013  Amo de casa, (Francisco López)
- 2010  A corazón abierto, (Javier Burgos).
- 2008  La dama de Troya, (Antonio De La Torre).
- 2007  Bajo las riendas del amor, (Gonzalo).
- 2006  Mi vida eres tú, (Rigoberto Estrada, "Rigo").
- 2005  El pasado no perdona, (Alfonso Santamaría).
- 2004  Ángel rebelde , (Marco Tulio).
- 2003  Amor descarado, (Ciego Ahumada).
- 2003  Sofía dame tiempo , (Camilo Manrique).
- 2001  Mi pequeña mamá, (Marcelo)
- 2001  Amantes del desierto, (Santos Libardo / Satanás).
- 2000  Rauzán, (Alcides de Mendoza).
- 1999  Tabú  (Alberto).
- 1998  A contratiempo.
- 1996  Pon tu pensamiento en mí.
- 1996  Entre mamparas.
- 1994  Amores.
- 1992 Te quiero y te llevo al cine.
- 1988 Clandestinos.
- 1984 Una novia para David.

## Libros publicados
- Sexo salvaje, 2011

## Premios y nominaciones
- Premios 2013

| Año  | Categoría      | Nominación por   | Resultado               |
| ---- | -------------- | ---------------- | ----------------------- |
| 2013 | Actor Favorito | Rolando Tarajano | Nominado                |
| 2013 | Actor Favorito | Rolando Tarajano | Ganador por Amo de Casa |